# Partit Nacional de Retirats i Pensionistes
 Partit Nacional de Retirats i Pensionistes (polonès Krajowa Parti Emerytów i Rencistów, KPEiR) és un partit polític polonès d'esquerres minoritari. L'objectiu principal és protegir els jubilats i persones de la tercera edat. El seu cap és l'exdiputat Tomasz Mamiński.
El KPEiR va ser fundat el 1994. Va prendre part a les eleccions parlamentàries poloneses de 1997, on només va obtenir 284 826 vots (2,18%) i cap escó al Sejm i al Senat. Durant les eleccions municipals de 1998, el KPEiR va obtenir alguns regidors en presentar-se en aliança amb Aliança de l'Esquerra Democràtica (SLD), el Partit Popular Polonès (PSL) i la Unió del Treball (UP).
A les eleccions parlamentàries poloneses de 2001 es presentà en coalició amb la SLD, UP i el Partit Democràtic. La coalició va guanyar les eleccions i SLD /UP van formar govern juntament amb PSL. Tomasz Mamiński, líder del partit, havia guanyat un escó al Sejm per Varsòvia.
No obstant això, Mamiński va ser expulsat del grup parlamentari del SLD després d'un escàndol en el restaurant del Sejm. Després es va unir al Federacyjny Klub Parlamentarny, que incloïa diversos membres del Sejm procedents de diversos partits. El partit ja no es va presentar a les eleccions de 2005 i 2007 i tampoc va donar suport cap altra llista. El seu futur és incert.